# 倚南
倚南（英語：H‧Bonaire）是香港南區的私人屋苑，地址位於鴨脷洲鴨脷洲大街68號，由恒基兆業地產發展，屬舊樓重建項目，是繼區內豪宅新盤南灣（2011年入伙）、深灣9號（2012年入伙）後，香港仔、鴨脷洲、黃竹坑一帶的罕有新盤供應。項目在2014年12月開售，樓花期約26個月於2017年第1季入伙，管理費為3.9元。

## 住宅
物業採用玻璃幕牆設計，樓高35層，每層4伙，共提供106伙單位，標準單位由1房至3房套房連工人房間隔，標準單位最大面積的實用面積約675平方呎。另外設有2伙近1,000平方呎實用面積，另連約900餘平方呎天台按摩池（內置樓梯到達）的特色單位。
2樓設有住客會所，設施包括宴會廳、按摩池及健身室等。

## 商鋪
倚南基座設有多間商鋪，租戶包括：日本城、佳寶食品、家農及小食店。
2021年9月，恆基地產以2.25億港元出售倚南基座共11個商舖。

## 鄰近地標
- 紅茶館酒店
- 風之塔公園
- 法定古蹟洪聖古廟
- 鴨脷洲市政大廈（包括圖書館、室內球場、熟食中心、街市）
- 鴨脷洲海濱長廊
- 鴨脷洲公園及多個足球場／籃球場／草地滾球
- 逸南（The Upper South）
- 南區‧左岸（Marina South）
- 深灣軒
- 南灣（Larvotto）
- 深灣9號（Marinella）
- 海洋公園
- 珍寶海鮮舫
- 香港仔遊艇會
- 深灣遊艇俱樂部

## 交通
- 主要交通幹道：鴨脷洲大橋

## 工程圖像

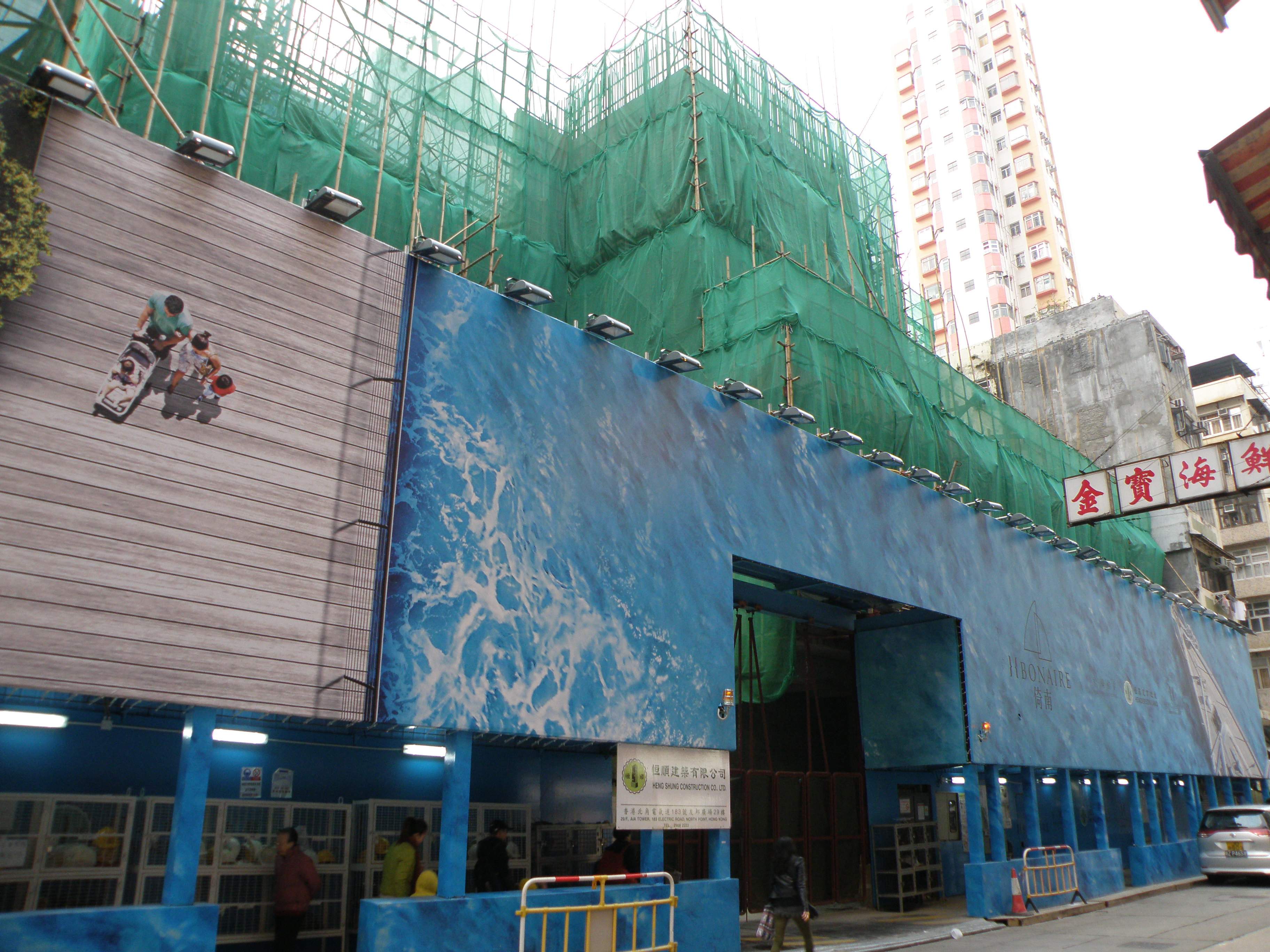
2014年12月
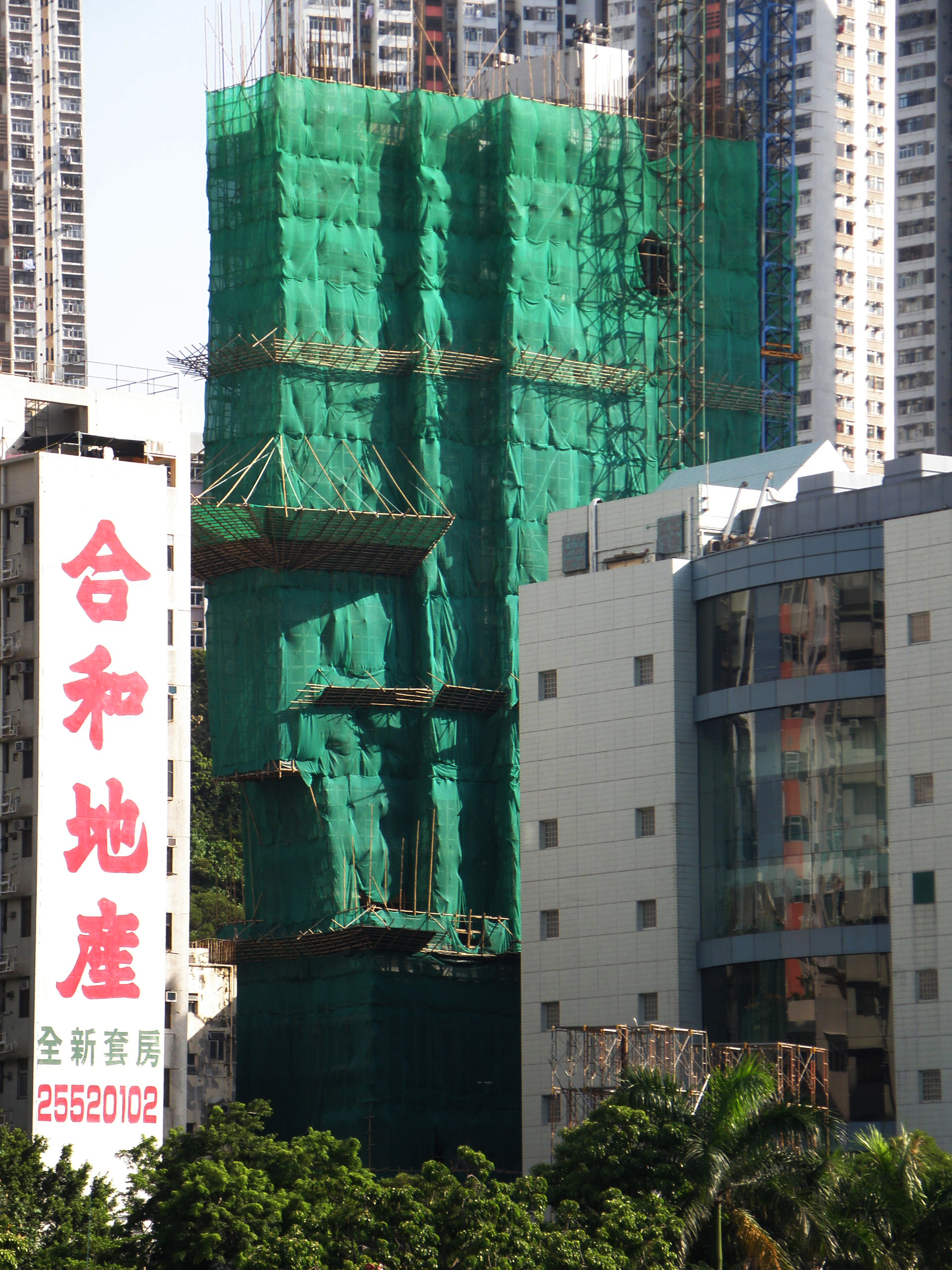
2015年7月
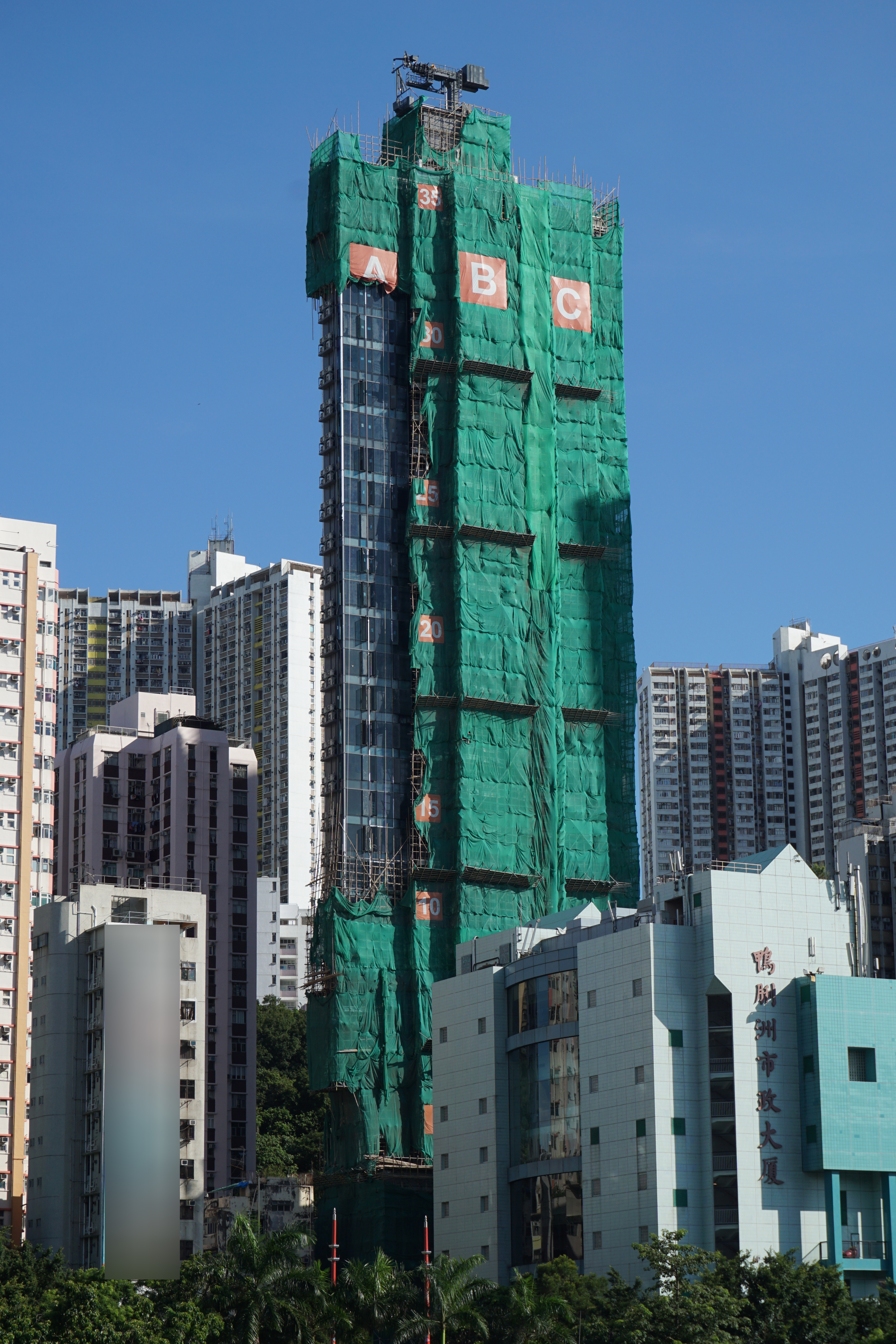
北面，2016年6月
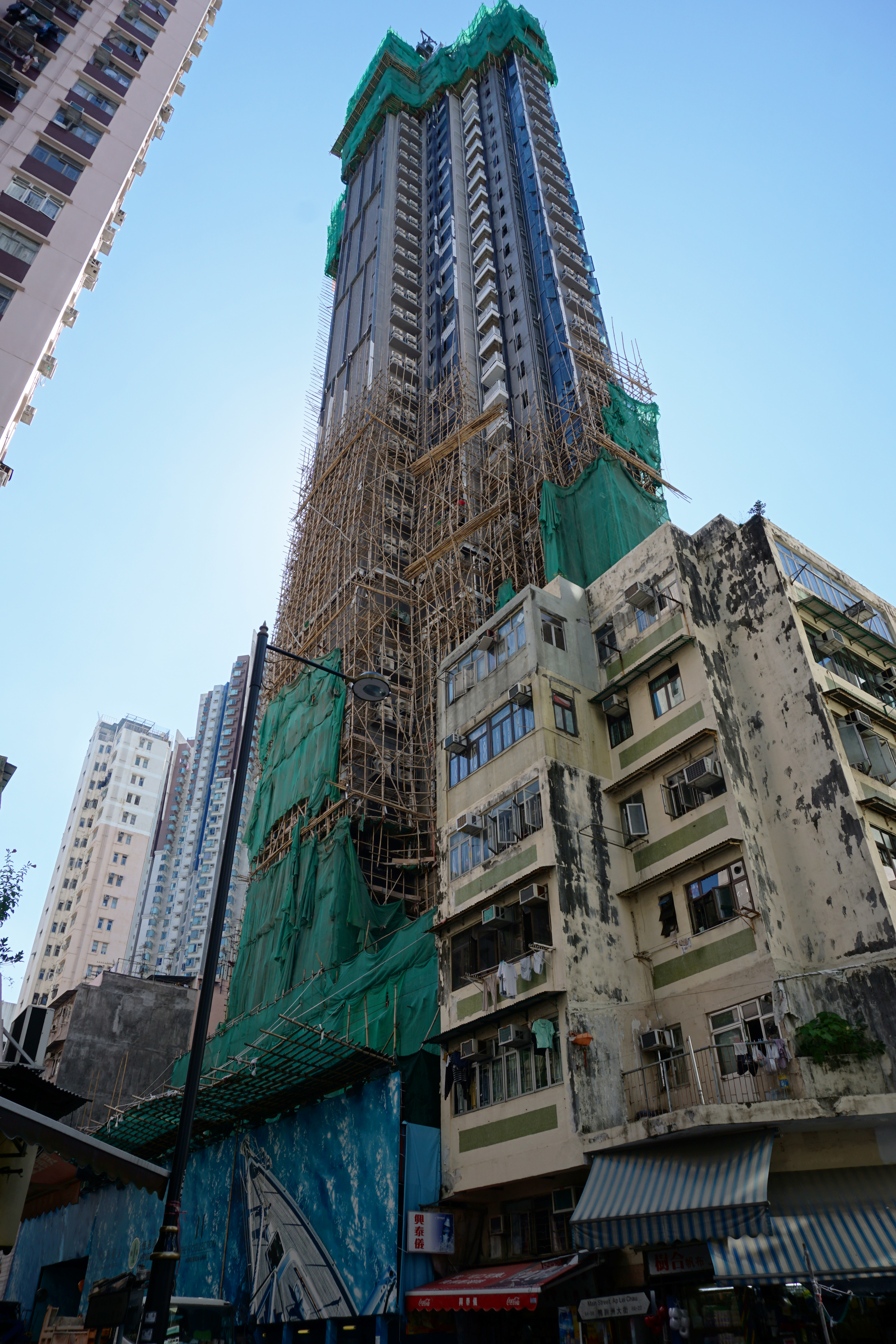
南面，2016年6月

## 外部連結
- 倚南呎價兩萬沽 限量加推三伙